# True Crime (película)
True Crime (titulada en español:  Crímenes verdaderos o Ejecución inminente) es una película estadounidense de 1999, producida, dirigida y protagonizada por Clint Eastwood, basada en la novela homónima (1997) de Andrew Klavan.

## Argumento
El periodista casado Steve Everett, que tiene una hija, intenta dejar el alcoholismo y tiene problemas maritales, ha recibido el encargo de cubrir la venidera ejecución de un afroamericano llamado Frank Louis Beechum, que fue condenado a muerte 6 años antes  por haber asesinado a una mujer embarazada para robarla y que va a morir el mismo día a medianoche. Debe entrevistarlo sustituyendo a una compañera de trabajo suya, Michelle Ziegler, que antes fue encargada de ello y que falleció recientemente a causa de un accidente de coche dejando así el reportaje pendiente de ser realizado. 
Steve analiza las notas que dejó su compañera acerca del caso y descubre la posibilidad de la inocencia del hombre dadas las nuevas evidencias encontradas al respecto. A través de entrevistas con involucrados del caso sus sospechas incluso llegan a incrementarse. El tiempo vuela y Steve tiene que arañar cada segundo, ya que a medianoche se dará la orden de ejecución por inyección letal y además no puede contar con el apoyo del periódico, en el que trabaja, porque no creen en su inocencia.
Sus esfuerzos son en vano a pesar de que hace todo al respecto y la vida de Beechum parece perdida. Los preparativos para la ejecución ya están en pleno apogeo y Beechum se despide de su familia. Adicionalmente el cura de los condenados a muerte en la cárcel en la que está Beechum, Shillerman, en su vanagloria, interpreta un comentario que hizo Beechum a él respecto al asesinato como una confesión de que ha cometido el asesinato y lo hace público a sus espaldas y a las del alcaide. Everett, desanimado, va entonces a un bar para emborracharse, cuando descubre casualmente la prueba de que fue otro el culpable a través de una foto de la víctima emitida por televisión. 
La foto mostraba un medallón que la víctima tenía alrededor de su cuello, que no se encontró después del crimen, que la abuela de uno de los presentes en los alrededores tenía y que pudo ver cuando la interrogó respecto al asesinato cuando se enteró antes de que su nieto había muerto y que no podía interrogarlo por ello. Consigue hablar con ella a tiempo otra vez después del descubrimiento y tiene de ella la confirmación que su nieto violento se lo había regalado después del asesinato sin saber ella que era el de la asesinada, lo que indica que él debió haberla matado para robarla, que la debió haber matado en frustración por no haber obtenido más dinero en el robo que hizo y que debió haber luego robado su medallón para compensar eso para luego regalarlo más tarde a su abuela y así poder olvidarse de lo que hizo, cuando se dio cuenta de ello.  
De esa manera Everett, en una carrera contrarreloj con su coche, consigue entregar la prueba y el testimonio de la abuela al gobernador estatal, el cual detiene luego la ejecución de Beechum en el último momento, cuando ya iban a empezar a ejecutarlo. 
Shillerman es despedido por el enfurecido alcaide por su declaración pública ilegal y negligente. Le espera una vida en desgracia por lo que hizo, mientras que Beechum, una vez liberado, regresa con su familia y Everett, visto como el salvador de Beechum, se vuelve famoso.

## Reparto
| Actor             | Role                    |
| ----------------- | ----------------------- |
| Clint Eastwood    | Steve Everett           |
| Isaiah Washington | Frank Louis Beechum     |
| Lisa Gay Hamilton | Bonnie Beechum          |
| Bernard Hill      | Alcaide Luther Plunkitt |
| Denis Leary       | Bob Findley             |
| James Woods       | Alan Mann               |
| Diane Venora      | Barbara Everett         |
| Michael McKean    | Reverendo Shillerman    |
| Mary McCormack    | Michelle Ziegler        |
| Michael Jeter     | Dale Porterhouse        |
| Hattie Winston    | Angela Russel           |
| Penny Bae Bridges | Gail Beechum            |

## Producción
Para compensar el fracaso en taquilla de Medianoche en el jardín del bien y del mal (1997), Clint Eastwood y Warner decidieron hacer un film de género, esta vez protagonizado por la estrella, con vistas a atraer a un mayor número de público a las salas.

## Recepción
True Crime fue recibida con tibieza entre la crítica y fracasó en taquilla, pues solo recaudó la mitad de su presupuesto y fue la película menos exitosa de Clint Eastwood de toda la década sin contar a Cazador blanco, corazón negro (1990), que tuvo un estreno muy limitado. Aun así hay muchos que la consideran a la altura de Sin perdón (1992), otra película suya que consiguió diez nominaciones a los Oscar y que ganó cuatro de ellas.

## Premios
- Premio Black Reel (2000): una nominación
- Premio Image (2000): una nominación
- Premios Young Artist (2000): 2 nominaciones